# Петриано
Петриано (итал. Petriano) — коммуна в Италии, располагается в регионе Марке, в провинции Пезаро-э-Урбино.
Население составляет 2894 человека (2008 г.), плотность населения составляет 256 чел./км². Занимает площадь 11 км². Почтовый индекс — 61020. Телефонный код — 0722.
Покровителем коммуны почитается святой Мартин Турский, празднование 11 ноября.

## Демография
Динамика населения:

## Администрация коммуны
- Официальный сайт: http://www.comune.petriano.pu.it/ Архивная копия от 9 июня 2009 на Wayback Machine